# Sequenzierautomat

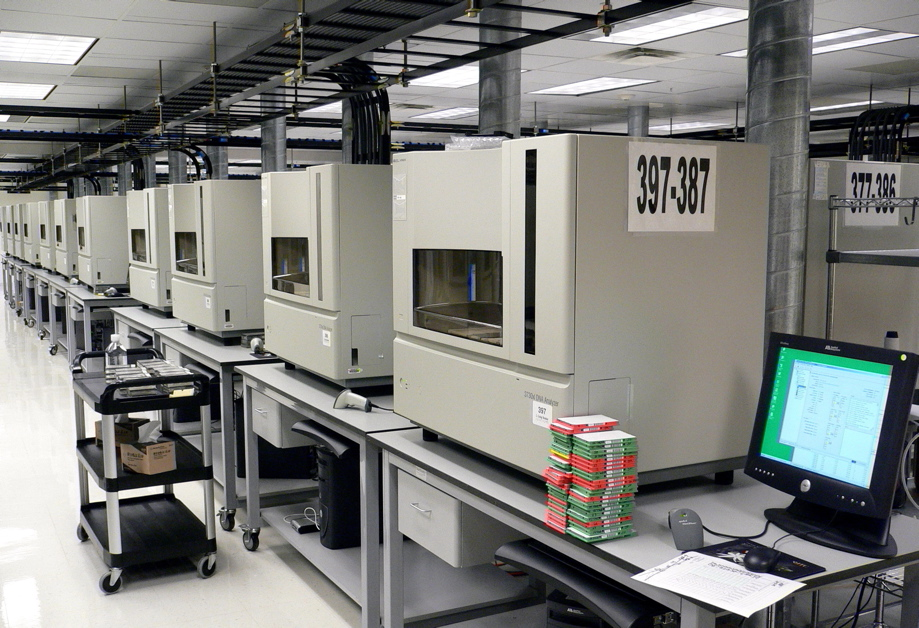
Sequenzierautomaten (3730xl DNA Analyzer von Applied Biosystems)

(DNA)-Sequenzierautomaten, auch DNA-Sequenziergeräte, DNA-Sequenzierer oder DNA-Sequenzer, sind Laborgeräte zur automatischen Auswertung von DNA-Sequenzierungen. Sequenzierautomaten übernehmen dabei entweder die Auftrennung und Analyse der bei der Didesoxymethode nach Sanger entstehenden Fragmente oder die vollständige Durchführung von Next-Generation-Sequencing-Verfahren.

## Geschichte
Der erste Sequenzierautomat wurde 1986 von Leroy Hood und Kollegen am California Institute of Technology (Caltech) entwickelt und basierte auf der gemeinsamen elektrophoretischen Auftrennung von vier Sanger-Sequenzieransätzen, die mit fluoreszenzmarkierten Primern durchgeführt wurden in einer Polyacrylamidsäule.